# Plagiodontia ipnaeum
Plagiodontia ipnaeum era una especie extinta de roedor de la familia Capromyidae.

## Distribución geográfica
Se encontraba en República Dominicana y Haití.

## Hábitat
Su hábitat natural era: zonas subtropicales o tropicales húmedas de tierras de baja altitud, bosques.